# Kabinet-Baunsgaard
Het kabinet–Baunsgaard was de regering van het Koninkrijk Denemarken van 2 februari 1968 tot 11 oktober 1971.

## Kabinet–Baunsgaard (1968–1971)
| Ambtsbekleder                             | Ambtsbekleder           | Ambtsbekleder                        | Functie                          | Ambtstermijn    | Ambtstermijn    | Partij |
| ----------------------------------------- | ----------------------- | ------------------------------------ | -------------------------------- | --------------- | --------------- | ------ |
|                                           | Hilmar Baunsgaard       | Hilmar Baunsgaard (1920–1989)        | Premier                          | 2 februari 1968 | 11 oktober 1971 | RV     |
|                                           |                         | Poul Sørensen (1904–1969)            | Minister van Binnenlandse Zaken  | 2 februari 1968 | 29 juni 1969    | DKF    |
|                                           | .                       |                                      | Minister van Binnenlandse Zaken  |                 |                 |        |
|                                           |                         | Hans Carl Toft (1914–2001)           | Minister van Binnenlandse Zaken  | 11 juli 1969    | 11 oktober 1971 | DKF    |
|                                           | Poul Hartling           | Poul Hartling (1914–2000)            | Minister van Buitenlandse Zaken  | 2 februari 1968 | 11 oktober 1971 | VDL    |
|                                           |                         | Poul Møller (1919–1997)              | Minister van Financiën           | 2 februari 1968 | 17 maart 1971   | DKF    |
|                                           |                         | Erik Ninn- Hansen (1922–2014)        | Minister van Financiën           | 17 maart 1971   | 11 oktober 1971 | DKF    |
|                                           | Knud Thestrup           | Knud Thestrup (1900–1980)            | Minister van Justitie            | 2 februari 1968 | 11 oktober 1971 | DKF    |
|                                           |                         | Poul Nyboe Andersen (1913–2004)      | Minister van Economische Zaken   | 2 februari 1968 | 11 oktober 1971 | VDL    |
| Minister voor Noorse Samenwerking         |                         | Poul Nyboe Andersen (1913–2004)      |                                  | 2 februari 1968 | 11 oktober 1971 | VDL    |
|                                           |                         | Knud Thomsen (1908–1996)             | Minister van Industrie en Handel | 2 februari 1968 | 11 oktober 1971 | DKF    |
|                                           |                         | Erik Ninn -Hansen (1922–2014)        | Minister van Defensie            | 2 februari 1968 | 17 maart 1971   | DKF    |
|                                           |                         | Knud Østergaard (1922–1993)          | Minister van Defensie            | 17 maart 1971   | 11 oktober 1971 | DKF    |
|                                           |                         | Nathalie Lind (1918–1999)            | Minister van Sociale Zaken       | 2 februari 1968 | 11 oktober 1971 | VDL    |
|                                           |                         | Lauge Dahlgaard (1919–1996)          | Minister van Arbeid              | 2 februari 1968 | 11 oktober 1971 | RV     |
|                                           |                         | Helge Larsen (1915–2000)             | Minister van Onderwijs           | 2 februari 1968 | 11 oktober 1971 | RV     |
|                                           |                         | Ove Guldberg (1918–2008)             | Minister van Transport           | 2 februari 1968 | 11 oktober 1971 | VDL    |
|                                           |                         | Aage Hastrup (1919–1993)             | Minister van Huisvesting         | 2 februari 1968 | 11 oktober 1971 | DKF    |
|                                           |                         | Peter Larsen (1924–1970)             | Minister van Landbouw            | 2 februari 1968 | 7 juli 1970     | VDL    |
|                                           | .                       |                                      | Minister van Landbouw            |                 |                 |        |
|                                           |                         | Henry Christensen (1922–1972)        | Minister van Landbouw            | 17 maart 1971   | 11 oktober 1971 | VDL    |
|                                           |                         | Arnold Christian Normann (1904–1978) | Minister van Visserij            | 2 februari 1968 | 11 oktober 1971 | RV     |
| Minister voor Groenland                   |                         | Arnold Christian Normann (1904–1978) |                                  | 2 februari 1968 | 11 oktober 1971 | RV     |
|                                           | Kristen Helveg Petersen | Kristen Helveg Petersen (1909–1997)  | Minister van Cultuur             | 2 februari 1968 | 11 oktober 1971 | RV     |
| Minister voor Ontwikkelings- samenwerking | Kristen Helveg Petersen | Kristen Helveg Petersen (1909–1997)  |                                  | 2 februari 1968 | 11 oktober 1971 | RV     |
|                                           |                         | Arne Fog Pedersen (1911–1984)        | Minister voor Godsdienst         | 2 februari 1968 | 11 oktober 1971 | VDL    |

Kristensen ·
Hedtoft I ·
Hedtoft II ·
Eriksen ·
Hedtoft III ·
Hansen I ·
Hansen II ·
Kampmann I ·
Kampmann II ·
Krag I ·
Krag II ·
Baunsgaard ·
Krag III ·
Jørgensen I ·
Hartling ·
Jørgensen II ·
Jørgensen III ·
Jørgensen IV ·
Jørgensen V ·
Schlüter I ·
Schlüter II ·
Schlüter III ·
Schlüter IV ·
P.N. Rasmussen I ·
P.N. Rasmussen II ·
P.N. Rasmussen III ·
P.N. Rasmussen IV ·
A.F. Rasmussen I ·
A.F. Rasmussen II ·
A.F. Rasmussen III ·
L.L. Rasmussen I ·
Thorning-Schmidt I ·
Thorning-Schmidt II ·
L.L. Rasmussen II ·
L.L. Rasmussen III ·
Frederiksen I ·
Frederiksen II